# Casa dels Pollets
La Casa dels Pollets era un edifici situat al carrer de la Creu Coberta, 26 del barri d'Hostafrancs de Barcelona, actualment despareguda. El seu nom popular prové d'una botiga on es venien cries d'aviram, fundada per Joan Gimeno (o Jimeno) i que hi perdurà fins als anys 1980.

## Història
Va ser construïda a mitjans del segle xix al costat de l'antic Hostal d'Hostafrancs, situat a l'indret del Cine Arenas i que donà nom al barri. Va ser fundat el 1840 per Joan Corrades, un traginer del poble d'Hostafrancs de Sió (Segarra) que el va batejar en honor al seu poble natal, i servia als viatgers per passar la nit un cop es tancaven les portes de la ciutat.
La casa va ser enderrocada el gener del 2013 per a l'obertura d'un vial que perllongaria el carrer de la Diputació fins a la Gran Via de les Corts Catalanes, tal com preveia una modificació del Pla General Metropolità aprovada el 1994.

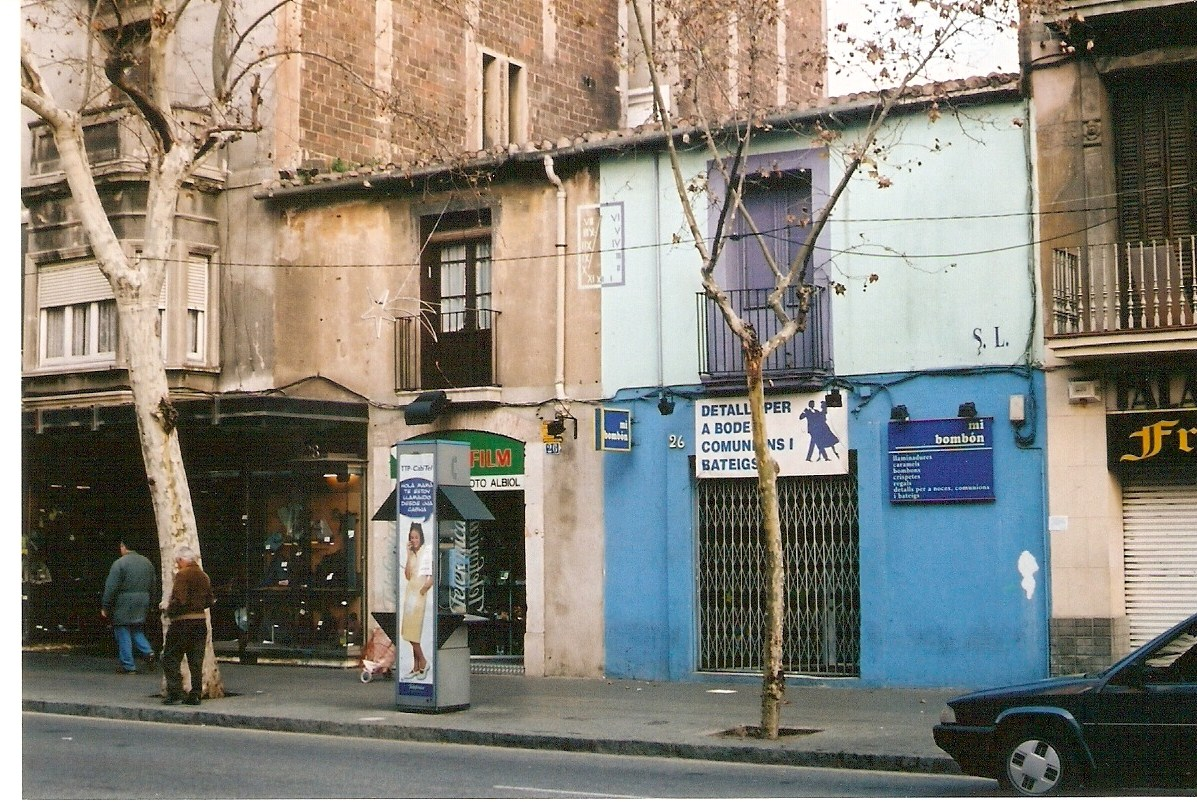
Casa dels pollets (2002)

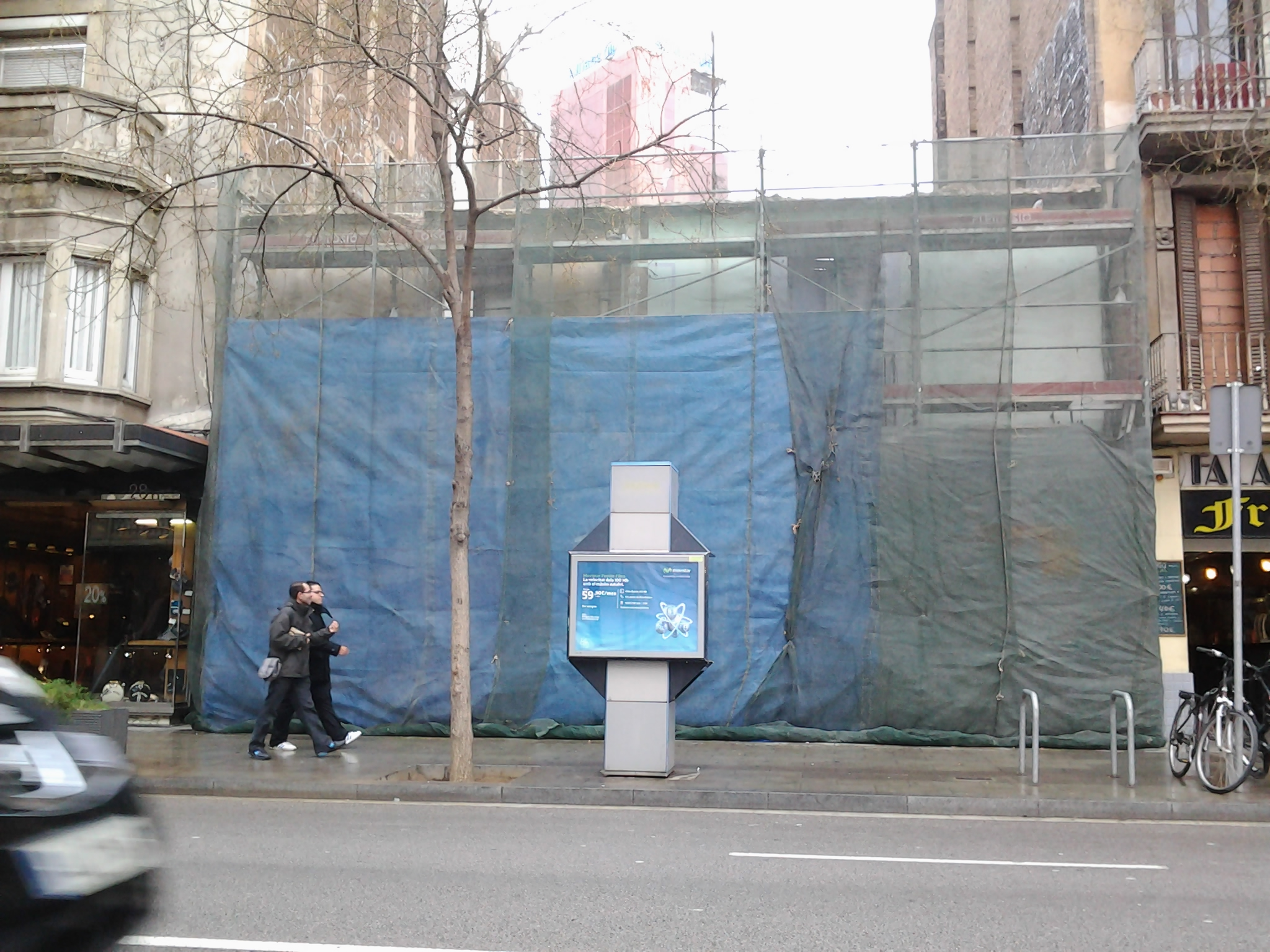
Casa dels pollets durant el seu enderrocament (gener 2013)